# علی‌آباد (شاهین‌دژ)
 علی‌آباد (شاهین‌دژ)، روستایی از توابع بخش مرکزی شهرستان شاهین‌دژ در استان آذربایجان غربی ایران است.

## جمعیت
این روستا در دهستان صفاخانه قرار دارد و براساس سرشماری مرکز آمار ایران در سال ۱۳۸۵، جمعیت آن ۱۳۷ نفر (۲۶ خانوار) بوده‌است.